# Cumellopsis helgae
Cumellopsis helgae is een zeekommasoort uit de familie van de Nannastacidae. De wetenschappelijke naam van de soort is voor het eerst geldig gepubliceerd in 1905 door Calman.